# Eragisa garleppi
Eragisa garleppi är en fjärilsart som beskrevs av Druce 1905. Eragisa garleppi ingår i släktet Eragisa och familjen tandspinnare. Inga underarter finns listade i Catalogue of Life.